# Giro d'Italia de 2003
Giro d'Italia 2003 foi a octagésima sexta edição da prova ciclística Giro d'Italia (Corsa Rosa), realizada entre os dias 11 de maio e 2 de junho de 2003.
A competição foi realizada em 21 etapas com um total de 3.476,5 km.
O vencedor foi o ciclista italiano Gilberto Simoni. Largaram 170 ciclistas, e o vencedor conclui a prova com a velocidade média de 38,828 km/h.